# Edwin Jarvis
Pour les articles homonymes, voir Jarvis.
Edwin Jarvis est un personnage de fiction secondaire évoluant dans l'univers Marvel de la maison d'édition Marvel Comics. Créé par le scénariste Stan Lee et le dessinateur Don Heck, le personnage apparait pour la première fois dans le comic book Tales of Suspense (vol. 1) #59 en novembre 1964.
Au départ majordome de l'industriel américain Howard Stark, Jarvis poursuit son activité au service de son fils Tony Stark, alias le héros Iron Man. Jarvis apparaît fréquemment dans les histoires ayant rapport avec l’équipe des Vengeurs dont fait partie Iron Man.
Dans l'univers cinématographique Marvel, le personnage d'Edwin Jarvis est interprété par l'acteur James D'Arcy. Par ailleurs, l'acronyme JARVIS (typographié J.A.R.V.I.S. en VO) (« Just A Rather Very Intelligent System ») désigne l'intelligence artificielle qui assiste Tony Stark dans les films.

## Biographie du personnage
Edwin Jarvis naît et est élevé à New York dans l'arrondissement de Brooklyn. C'est un ancien pilote de chasse américain au sein de la Royal Air Force pendant la Seconde Guerre mondiale.
Quand les États-Unis entrent en guerre contre les pays de l'Axe, Jarvis se rend au Canada pour rejoindre l'Aviation royale canadienne afin de combattre pour le Royaume-Uni contre les nazis ; il triche alors sur son âge lors de son enrôlement. Il est par la suite transféré à la Royal Air Force où il sert de manière héroïque. Durant cette période, il est pendant trois ans de suite le champion de boxe incontesté de la RAF, demeuré invaincu. C’est sans doute à partir de cette époque qu’il adopta son accent et son style très britannique.
Après la guerre, il retourne aux États-Unis et sert comme majordome (buttler) auprès de l'industriel Howard Stark et de sa femme Maria. Après la mort du couple, Jarvis continue de s'occuper de la résidence Stark et sert depuis leur fils, Tony Stark, alias le héros Iron Man.
Lorsque Iron Man offre sa résidence comme base d'opérations à l'équipe des Vengeurs, il demande à Jarvis de continuer à servir dans la résidence comme le majordome de l'équipe ; ce dernier accepte.
Jarvis est le seul personnage qui est resté avec les Vengeurs du début jusqu'à la dissolution de l'équipe par la Sorcière rouge, un exploit que même Captain America ne peut égaler.
Après les évènements de Avengers Disassembled, les services de Jarvis sont de nouveau requis par les Nouveaux Vengeurs.

## Pouvoirs et capacités
Edwin Jarvis n'a aucun super-pouvoir. Cependant, c'est un expert en auto-défense et en combat de base au corps à corps. Ancien champion de boxe de la Royal Air Force pendant trois ans durant sa jeunesse au cours de la Seconde Guerre mondiale, il a suivi un entraînement au combat militaire et a été personnellement entraîné au combat à mains nues par Captain America.
Bien qu’il soit en bonne santé et en bonne condition physique pour son âge, les blessures qu’il a subies dans le passé peuvent avoir entravé ses capacités actuelles au combat.

## Versions alternatives

### House of M
Dans la saga House of M, Jarvis est le nom de l'intelligence artificielle de l'armure de Iron Man.

### MC2
Dans l'univers MC2, Jarvis continue à servir les Vengeurs. Il est le mentor des A-Next.

### Ultimate Marvel
Dans l'univers Ultimate Marvel, Edwin Jarvis est le majordome de Tony Stark. Il est tué par Natasha Romanoff durant l'invasion des Libérateurs aux États-Unis.

## Apparitions dans d'autres médias
Sauf indication contraire, les informations mentionnées dans cette section peuvent être confirmées par la base de données cinématographiques IMDb,  présente dans la section « Liens externes ».

### Dans l'univers cinématographique Marvel
Dans l'univers cinématographique Marvel, le personnage d'Edwin Jarvis est interprété par James D'Arcy dans la série télévisée Agent Carter qui se déroule juste après la Seconde Guerre mondiale.
L'acteur apparait également dans Avengers: Endgame quand les héros retournent dans le passé à la recherche des gemmes de l'infini. Par ailleurs, JARVIS est également l'acronyme désignant l'intelligence artificielle qui assiste Tony Stark, alias Iron-Man.

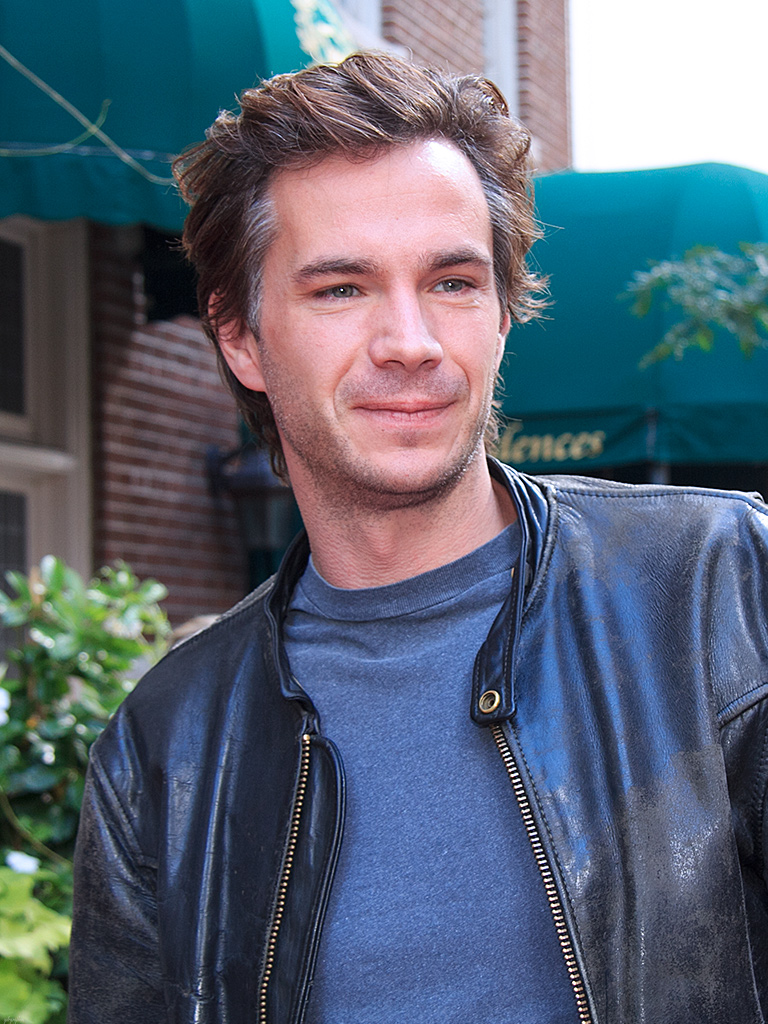
James D'Arcy incarne Edwin Jarvis dans la série Agent Carter en 2015 et dans le film Avengers: Endgame en 2019.

Interprété par Paul Bettany (voix de JARVIS) et James D'Arcy (Edwin Jarvis) dans l'univers cinématographique Marvel :
Edwin Jarvis est le majordome de Howard Stark, le père de Tony Stark. On peut supposer que Tony a nommé JARVIS l'intelligence artificielle qui l'assiste, en hommage à ce dernier.[réf. nécessaire]

#### Films
- 2008 : Iron Man réalisé par Jon Favreau
- 2010 : Iron Man 2 réalisé par Jon Favreau
- 2012 : Avengers réalisé par Joss Whedon
- 2013 : Iron Man 3 réalisé par Shane Black
- 2015 : Avengers : L'Ère d'Ultron réalisé par Joss Whedon

JARVIS contrôle l'ensemble de l'Iron Legion, cette petite armée de robots qui vient rapidement en aide à la population en cas d'extrême danger. Après que les Avengers ont récupéré le sceptre de Loki, JARVIS accompagne Stark et Banner dans la création d'Ultron à partir de la gemme trouvée dans le sceptre. Mais lorsque ce dernier se manifeste, il « tue » JARVIS. Néanmoins JARVIS survit et afin de combattre Ultron, sa matrice est transférée dans le corps humanoïde de Vision.
- 2019 : Avengers: Endgame réalisé par Anthony et Joe Russo

Steve Rogers et Tony Stark arrivent en 1970 sur une base militaire où Tony croise par hasard son père Howard Stark. Plus tard, Edwin Jarvis arrive en voiture pour emmener Howard.

#### Série télévisée
- 2015-2016 : Agent Carter (série télévisée) – Edwin Jarvis fait la rencontre de l'agent Peggy Carter et l'accompagne au cours de ses missions périlleuses.

### En dehors

#### DVD
- 2006 : Ultimate Avengers
- 2006 : Ultimate Avengers 2

#### Télévision
- Avengers (série d'animation)
- Avengers : L'Équipe des super-héros (série d'animation)
- Ultimate Spider-Man (série d'animation)
- Avengers Rassemblement (série d'animation)

#### Jeux vidéo
- Marvel: Ultimate Alliance
- Iron Man
- Iron Man 2